# Chloroclystis analyta
Chloroclystis analyta är en fjärilsart som beskrevs av Louis Beethoven Prout 1928. Chloroclystis analyta ingår i släktet Chloroclystis och familjen mätare. Inga underarter finns listade i Catalogue of Life.